# Спурій Постумій Альбін Магн
Спурій Постумій Альбін Магн (лат. Spurius Postumius Albinus Magnus; ? — після 148 до н. е.) — політичний, державний та військовий діяч Римської республіки, консул 148 року до н. е.

## Життєпис
Походив з патриціанського роду Постуміїв. У 148 році до н. е. його обрано консулом разом з Луцієм Кальпурнієм Пізоном Цензоніном. Займався ліквідацією наслідків великої пожежі у Римі. Також під час своєї каденції проклав дорогу від Аквілеї до Генуї.
Про подальшу долю Спурія Постумія Альбіна Магна згадок немає.

## Родина
- Спурій Постумій Альбін, консул 110 року до н. е.
- Авл Постумій Альбін, претор 111 року до н. е.